# Gériko (Évros)
Gériko (grec moderne : Γέρικο) est une localité située dans le dème de Souflí, dans le district régional d'Évros, dans la périphérie de Macédoine-Orientale-et-Thrace, en Grèce.
La localité appartient au district municipal d'Orféas et à la communauté municipale de Mikró Dério. Selon le recensement de 2021, elle compte 122 habitants.